# Кировград
Кировгра́д (до конца 1935 года Калата́) — город областного подчинения в Свердловской области России, административный центр Кировградского муниципального округа, центр металлургического производства.

## География
| С-З |                       | Нижний Тагил ~ 67 км                     | Невьянск ~ 17 км                             | С-В |
| З   |                       | Роза ветров                              |                                              | В   |
| Ю-З | Верхний Тагил ~ 13 км | Новоуральск ~ 26 км Первоуральск ~ 81 км | Верх-Нейвинский ~ 36 км Екатеринбург ~ 92 км | Ю-В |

Кировград раскинулся на восточном склоне Среднего Урала, к востоку от горного хребта Весёлые горы и к северу от Бунарского хребта, в Тагило-Нейвинском междуречье. Город расположен к северо-западу от Екатеринбурга, к югу от Нижнего Тагила и к юго-западу от Невьянска.
Южнее Кировграда протекает малая река Калата, давшая городу первоначальное название. Юго-восточнее Кировграда она впадает в Чигирское озеро. В северной части города, через жилой район Копотино, протекает малая река Южная Шуралка. В северо-восточной части Кировграда на речке образован городской пруд. Обе реки относятся к бассейну Нейвы.
Кировград окружают сосновые и берёзовые леса, а также многочисленные лесистые горы: Ежовая (к западу от города), Острая (к северо-западу), Липовая (к югу) и другие. В юго-восточных окрестностях Кировграда образовался большой пустырь.
Кировград протянулся с северо-северо-запада на юго-юго-восток приблизительно на 5 километров. По данным генерального плана, город имеет площадь 81,47 км² с учётом входящих в состав города лесов, простирающихся далеко на север и запад от собственно Кировграда. Настоящая же площадь города значительно меньше. Юго-восточную и частично восточную части Кировграда занимает промзона, а также объекты транспортной инфраструктуры.
Жилая застройка Кировграда выглядит следующим образом: преимущественно центральная часть местечка занята кварталами многоквартирных домов, окраинные земли застроены частными домами.
По данным топографических карт Уральской картографической компании, многоквартирная застройка состоит из трёх микрорайонов:
- микрорайон 1 — географический центр города и юго-западный берег пруда;
- микрорайон 2 — застройка к северу от 1-го микрорайона;
- микрорайон 3 — самая малая по площади территория на северо-востоке города, на северо-западном берегу пруда.

Малоэтажная застройка сосредоточена в пределах нескольких жилых образований:
- Вересовая (Вересовые) — юго-западная часть Кировграда, «старая Калата»;
- Копотино — северная часть города;
- Рабочий посёлок — восточная часть Кировграда;
- другие территории.

Генеральным планом предусмотрено строительство новых жилых районов к северу и западу от существующей застройки.

## Административное и муниципальное устройство
С точки зрения административно-территориального устройства Свердловской области, Кировград является городом областного подчинения. Он не входит в состав районов и вместе с 10-ю подчинёнными городу населёнными пунктами образует административно-территориальную единицу 2-го уровня — город Кировград. До получения статуса города областного значения Кировград входил в состав Кировградского района, административным центром которого был соседний город Невьянск. После выделения Кировграда и ряда населённых пунктов в отдельную административно_территориальную единицу район был переименован в Невьянский.
С точки зрения муниципального устройства, Кировград является административным центром муниципального образования, в состав которого входят ещё 7 населённых пунктов сельского типа, — Кировградского муниципального округа. В состав данного образования не вошёл город Верхний Тагил, вместе с двумя посёлками образовавший самостоятельное муниципальное образование.
В составе данных территориальных образований Кировград входит в Горнозаводской управленческий округ, административным центром которого является город Нижний Тагил.

## История

### Название
Современное название — Кировград — присвоено городу 21 декабря 1935 года постановлением Президиума ЦИК СССР. Город назван в честь революционера и большевика Сергея Мироновича Кирова. Сам Киров никогда здесь не проживал.
Историческое название — Калата — имеет русскую и тюркскую версии происхождения. По версии происхождения из тюркских языков, кала-ата — «отцовское поселение». По версии происхождения из диалектов русского языка, названию поселения предшествововало наименование реки Калаты от слов «калатать» — «колотить», «брякать» или «калаторить» — «тараторить». Слово может указывать на характерное журчание, «говор» речушки. После распада СССР историческое название возвращено не было.
Кировградские улицы есть в Екатеринбурге, Невьянске, Карпушихе и в самом Кировграде.

### Возникновение поселения
Селение Калата на месте будущего города было основано в 1661 (по другим данным в 1663 или 1675 годах). Основание населённого пункта в XVII веке является спорным вопросом. Рапортом по результатам ревизии населения подтверждено существование посёлка Калата в 1808 году. Этот год документально признан городской думой годом основания города.
В 1812 году около реки Калатинки была найдена медная руда.
В середине XIX века в районе Чигирского озера были найдены месторождения рассыпного золота, расположенные под слоем торфа. При вскрытии торфа был найден Шигирский идол. К началу XX века Калатинское месторождение активно разрабатывалось. За 1912 год Калатинский серно-колчеданный рудник добыл 2201,0 тыс. пудов руды.

### Развитие промышленного местечка
В 1910—1912 годах графы Стенбок-Фермор в сотрудничестве с бакинскими нефтепромышленниками построили Калатинский медеплавильный завод. Завод выплавил 2110 т. меди 1 мая 1914 года завод был включён в число действующих предприятий акционерного общества Верх-Исетских горных и механических заводов. Наряду с Карабашским заводом, завод в Калате стал наиболее обрудованным уральским предприятием.
В сентябре 1915 года Калатинский завод был соединён двумя железнодорожными линиями: узкоколейной до Нейво-Рудянки и ширококолейной от Калаты до станции Шурала. За 1916 год завод выплавил 2190 тонн черновой меди. В период Первой мировой войны в Калате существовала подпольная ячейка большевиков: 1 мая 1916 года были арестованы 9 участников маёвки. В декабре 1917 года завод был остановлен.
В конце 1920 года была начата подготовка сырьевой базы для работы Калатинского завода. Проводился ремонт шахт «Обновленка» и «Калата», позднее — шахты «Ковеллиновая», а также Белореченского и Карпушихинского рудников. В 1921 году начался процесс восстановления медеплавильного завода.
Завод был вновь пущен после завершения активной фазы Гражданской войны на Урале. 5 мая 1922 года Калатинский завод выдал первую рафинированную медь в Советской России. Этот день стал считаться днём рождения советской цветной металлургии. Калатинское месторождение разрабатывалось в предвоенный период, но было исчерпано и в 1941 году поставлено на сухую консервацию, а затем затоплено. В августе 1934 года Калату посетил нарком тяжёлой промышленности СССР Г. К. Орджоникидзе. Он раскритиковал порядки на заводе. В ходе его визита директором завода был назначен А. А. Литвинов.
В 1932 году посёлок Калата получил статус города. 21 декабря 1935 Калата была переименована в Кировград. В марте 1941 года получил статус города областного подчинения.
В феврале 1942 года на базе части эвакуированного оборудования московского завода вступил в строй завод твёрдых сплавов. В послевоенные годы были построены другие предприятия: ЖБИ, хлебозавод, фабрика бытового обслуживания.
1 февраля 1963 года Совет депутатов трудящихся города Кировград передан в подчинение Свердловскому областному Совету депутатов трудящихся.

## Транспорт
Кировград находится на небольшом отдалении от основных транспортных магистралей Екатеринбургского региона. Вблизи города пролегают магистрали субмеридионального направления:
- Серовский тракт – автодорога регионального значенияСеров — Нижний Тагил — Екатеринбург;
- участок  Нижний Тагил — Екатеринбург Свердловской железной дороги[6].

Автодорожное хозяйство города представляет собой уличную сеть в виде основных субмеридиональных дорог, соединяющих северную и южную части города (например: улицы Кировградская и Свердлова), а также параллельных им дорог, соединяющих западные и восточные окраины Кировграда с его центром.
Из города ведут три автодороги:
- на востоко-северо-восток — в направлении на село Шурала и город Невьянск (с возможностью выезда на Серовский тракт);
- на юго-запад — в направлении на город Верхний Тагил (выезд на подъездную автодорогу к данному городу от Серовского тракта, от неё можно выехать также в направлении Новоуральска и Нейво-Рудянки);
- на западо-северо-запад — в направлении на Ежовую гору, посёлки Карпушиха и Лёвиха.

В Кировграде налажено движение общественного транспорта, представленного городскими автобусами. Также курсируют пригородные и междугородние автобусы. В городе нет пассажирских железнодорожных станций. До станций Невьянск и Нейво-Рудянская можно добраться на автобусах.
На восточной окраине Кировграда находится тупиковая грузовая станция Ежёвая, соединённая девятикилометровой веткой со станцией Шурала. Станция Шурала расположена на ветке Нижний Тагил — Екатеринбург. Ранее существовала узкоколейная железная дорога, которая связывала город и металлургический завод с пригородными посёлками.

## Население
| 1931    | 1959    | 1967    | 1970    | 1979    | 1989    | 1992    | 1996    | 1998    |
| ------- | ------- | ------- | ------- | ------- | ------- | ------- | ------- | ------- |
| 10 100  | ↗22 713 | ↗23 000 | ↗23 031 | ↗24 031 | ↗25 598 | ↘25 400 | ↘25 000 | ↘24 700 |
| 2000    | 2001    | 2002    | 2003    | 2005    | 2006    | 2007    | 2008    | 2009    |
| ↘24 400 | ↘24 300 | ↘23 197 | ↗23 200 | ↘22 700 | ↘22 500 | ↘22 300 | ↘22 100 | ↗22 107 |
| 2010    | 2011    | 2012    | 2013    | 2014    | 2015    | 2016    | 2017    | 2018    |
| ↘21 035 | ↘21 000 | ↘20 681 | ↘20 481 | ↘20 271 | ↗20 305 | ↘20 036 | ↘19 712 | ↘19 277 |
| 2019    | 2020    | 2021    | 2023    |         |         |         |         |         |
| ↘18 956 | ↘18 738 | ↘18 698 | ↘18 497 |         |         |         |         |         |

Численность населения Кировграда на 2023 год составляет 18497 человек. По данному показателю город является малым. В городе проживает 77,22 % от всего населения Кировградского городского округа.

## Предприятия
- Производство полиметаллов — АО «Уралэлектромедь»,
- Кировградский завод твёрдых сплавов (запущен в 1942 году),
- Кировградский завод промышленных смесей (основан в 1994 году).

## Социальная сфера
В Кировграде расположены следующие учреждения образования, культуры и религии, спорта и туризма:
- Кировградский филиал Уральского государственного колледжа им. И. И. Ползунова,
- Кировградский техникум ПТС,
- три общеобразовательных школы,
- детская музыкальная школа,
- детская художественная школа,
- детско-юношеская спортивная школа,
- храм Владимирской иконы Богоматери,
- храм Амвросия Оптинского (архитектор Симиненко),
- горнолыжный комплекс «Гора Ежовая» (в окрестностях),
- дирекция Висимского заповедника.

## Персоналии
- Венедиктов Вадим Николаевич (1937—2020) — советский и российский дирижёр, заслуженный деятель искусств РСФСР, уроженец города
- Лола Моргулис (р. 1988) — российская художница.

### Пояснения
1. ↑  Через Белоречку
2. ↑  Через Новоуральск (закрытый город, въезд в который осуществляется по пропускам)
3. ↑  Через Нейво-Рудянку и Серовский тракт
4. ↑  Через Нейво-Рудянку и Серовский тракт